# Shaltūkābād
Shaltūkābād (persiska: شلتوک آباد گنبگی, Shaltūkābād-e Gonbagī, شلتوک آباد) är en ort i Iran.   Den ligger i provinsen Kerman, i den sydöstra delen av landet, 1 000 km sydost om huvudstaden Teheran. Shaltūkābād ligger 710 meter över havet och antalet invånare är 828.
Terrängen runt Shaltūkābād är platt, och sluttar brant österut. Runt Shaltūkābād är det glesbefolkat, med 14 invånare per kvadratkilometer. Shaltūkābād är det största samhället i trakten. Trakten runt Shaltūkābād är ofruktbar med lite eller ingen växtlighet.